# Karel Pokorný (malíř)
Karel Pokorný (23. června 1944 Říčany – 10. června 2018 Praha) byl český malíř, zaměřující se především na přírodní motivy. Je autorem asi 2100 výtvarných děl.

## Kariéra
Karel Pokorný vystudoval Akademii výtvarných umění, dlouhá léta vyučoval výtvarnou výchovu na Gymnáziu Říčany. Žil v Říčanech, kde také čerpal inspiraci pro svá díla – často maluje hlavně okolní krajinu mikroregionu Ladův kraj. S ženou Evou má dceru Alici.

## Politika
Karel Pokorný, člen Občanské demokratické strany byl aktivní v komunální politice jako člen zastupitelstva města Říčany. Byl členem Komise pro kulturu a památkovou péči Středočeského kraje a předsedou kulturní komise města Říčany.